# Bembidion ignicola
Bembidion ignicola är en skalbaggsart som först beskrevs av Blackburn 1879.  Bembidion ignicola ingår i släktet Bembidion och familjen jordlöpare. Inga underarter finns listade i Catalogue of Life.